# 京都駅前地下街ポルタ
京都ポルタ（旧：京都駅前地下街ポルタ）は、京都府京都市下京区に所在する京都駅直結の地下街。京都で初めての本格的な地下街である。1980年（昭和55年）11月27日に開業した。
JR西日本グループのJR西日本京都SC開発株式会社が管理・運営を行っている。

## 概要
関西でも有数のターミナル京都駅の北側（烏丸口）地下にある。1997年には新しい京都駅ビルがオープンし、その中にも地下街である「京都駅ビル専門店街 ザ・キューブ (The CUBE)」が造られたが、ポルタとザ・キューブは連絡通路により接続している。また、百貨店のJR京都伊勢丹とも接続している。
京都市営地下鉄烏丸線改札口を挟み、ポルタ各店舗はその東西両方向に広がっている。また烏丸口バスターミナルの直下にあるため、ポルタには各バスのりばに直結する階段が多数存在する。
2014年3月20日に新装開業した大規模な改装では、従来あった男性向けの衣料品店をなくして代わりに20代後半から30代前半の女性を対象とした衣料・雑貨に特化した店舗構成に変更されると共に、女性専用トイレを設置した。この他、京都駅前という立地から観光客向け土産店なども多い。

### 所在地
- 京都市下京区烏丸通塩小路下る東塩小路町902番地

### 名称の由来
施設名「ポルタ」は『京都新聞』紙上で1か月間の公募を行った上で、約5,700通の応募から決定された。イタリア語で「門・入口・玄関・扉」を意味するポルタ（porta） に由来する。国際的観光文化都市・京都の玄関口となる京都駅にふさわしい施設として命名された。
なお、同時期の1980年11月7日（20日前）に横浜駅東口にも地下街「横浜ポルタ」が開業したが、施設名の由来は同一である（横浜駅東口再開発により「横浜の玄関口」として命名された）。ほぼ同時に開業した2つの地下街が同名になったのは全くの偶然である。

### 建設の経緯
1960年代後半から1970年代にかけてのモータリゼーションの進展により、歴史的街並みを重んじてきた京都市内にもマイカーが増え、交通戦争と呼ばれる状況に陥っていた。当時の自動車中心社会と路面電車廃止政策により1978年9月30日には京都市電が廃止されている。世界的な観光都市でありながら空港や港湾を持たない京都市では、唯一にして最大の「玄関口」となる京都駅に国鉄をはじめとする公共交通機関が集中し、京都駅前では増加した自動車と歩行者の交通が錯綜するようになり、駅前広場の機能は低下していた。
また当時は、京都駅前の大規模商業施設も、地元の老舗百貨店であった「丸物」本店（のち京都近鉄百貨店→プラッツ近鉄、現：京都ヨドバシ）、駅構内の「京都駅観光デパート」（現：京都駅ビル専門店街 ザ・キューブ）くらいしかなく、四条河原町などの中心市街地から離れているため駅前の一等地でありながら商業地としての求心力を欠いていた。特に丸物は多店舗展開の失敗に加え、こうした周辺整備の遅れから大丸や髙島屋に比べて本店の業績が伸び悩み、1966年（昭和41年）に近畿日本鉄道の出資を受けるに至った。
こうした問題を解決すべく、京都市営地下鉄烏丸線の開業に合わせて駅前広場を整備し、その一環として歩車分離を可能とする地下街を建設することとなった。丸物本店長や京都近鉄百貨店社長を務めた橋本達吉が国鉄本社や監督省庁と折衝を行った。結果、国鉄（現・JR西日本）主導型となるなど目論見とはややずれた形ではあったが、1980年11月27日に地下街「ポルタ」が開業した。続いて、翌1981年5月29日に市営地下鉄烏丸線が開通、市営地下鉄京都駅が開業している。

## 沿革
- 1974年（昭和49年）- 京都市営地下鉄烏丸線着工。
- 1977年（昭和52年）4月11日 - 京都ステーションセンター株式会社設立[1]。
- 1978年（昭和53年）9月30日 - 京都市電廃止。
- 1980年（昭和55年）11月27日 - ポルタ営業開始[1][2]。
- 1981年（昭和56年）5月29日 - 京都市営地下鉄烏丸線開業、京都駅 - 北大路駅間が開通。
- 1997年（平成9年）11月21日 - 京都駅ビル開業にあわせ改装[10]。
- 2009年（平成21年）3月20日 - 大規模改装。
- 2014年（平成26年）3月20日 - 「ザ・キューブ」とともに新装開業[7]。20代後半から30代前半の女性を対象にした店舗構成に変更[7]。
- 2023年（令和 5年）3月1日 - 「ザ・キューブ」と「京都駅前地下街ポルタ」を統合し、「京都ポルタ」として新装開業[11][12][13]

## 交通
- 鉄道：JR西日本・JR東海・近畿日本鉄道・京都市営地下鉄 - 京都駅下車
- 路線バス：京都市営バス・京都バス・京阪京都交通・京阪バス・西日本JRバス - 京都駅下車